# 楊偕
楊偕（980年—1048年），字次公，坊州中部人。
左僕射楊於陵六世孫。生于宋太宗太平兴国五年，早年在终南山向种放學習，中进士，授坊州军事推官，後知汧源，调汉州军事判官。官至监察御史、殿中侍御史。其人刚烈，敢提意见，卒于仁宗庆历八年。

## 延伸阅读
[在维基数据编辑]
 《宋史·卷300》，出自脱脱《宋史》